# 好先生
好先生（2005年出生、Mr Medici）是一匹在愛爾蘭出生以及在香港和愛爾蘭訓練的純種競賽馬匹。目前取得三場分級賽勝利，一場一級賽香港冠軍暨遮打盃。

## 競賽生涯

### 愛爾蘭
好先生在愛爾蘭角逐15場賽事，在草地或膠沙地賽事中都有不錯的成績。只是在其中一場三級賽失去前五名。在來港前最後一場比賽中，僅僅負於育馬者盃馬拉松錦標冠軍的無限動力。

### 香港

#### 2008-09年馬季
好先生在2009年3月1日首次出賽，由於有取得連勝的鳥語花香在陣，成為了冷門。馬匹最終能夠迫近對手，取得亞軍。相隔六天角逐一班1800米賽事，由於閒話一句出賽，成為了半冷門，雖然最終被閒話一句帶離，但以4個多馬位之差奪得亞軍。由於在港兩場表現不差，因此獲角逐香港打吡大賽資格，有關方便決定更換冼毅力策騎，雖然在半冷門，但比賽不差，最後追回一席季軍。4月13日角逐一班賽事維多利亞賽馬會錦標，在賽事中末段受困，望空後成功發力，但未能超越第三的利好取得第四。
5月1日出戰三級賽皇太后紀念盃，由黎海榮策騎，成為賽事的大熱門，在直路追趕率先突圍的輕磅對手喜威寶，最後100米取得領先優勢，不負眾望，為馬匹及騎師取得第一項分級賽冠軍。5月31日角逐香港冠軍暨遮打盃，繼續由黎海榮策騎，結果末段走勢未及其他馬，最終僅壓贏怡勝取得一席第四。在馬季結束前，角逐一班賽沙田一哩錦標，由梁家俊策騎，結果最終僅僅追不過喜聚寶取得亞軍。

#### 2009-10年馬季
好先生新一季的第一場賽事是一班賽廣東讓賽盃。結果在路程稍短下仍然跑到第二。10月25日角逐三級賽沙田錦標，由鄭雨滇策騎，在直路試圖挑戰率先突圍的包裝大師，但只得第二。11月15日在二級賽香港盃預賽跑第三，比賽末段與首飾奇寶及自由好爭奪第二，最終負於首飾奇寶之下。在12月13日香港盃中原定由巫斯義策騎，但是由同場另一由李慕華策騎的馬匹停賽，由巫斯義策騎，好先生改配戴圖理，但是只是以第八名完成。
2010年2月7日復出，在三級賽百週年紀念銀瓶僅負於好日子取得亞軍。2月28日角逐香港金盃，由巫斯義策騎，末段力抗多匹馬跑第三而回。
3月21日何良讓好先生角逐三級賽的精英碟，由於需負重磅的關係，何良拒絕巫斯義策騎，並成功說服馬主由見習騎師蘇狄雄策騎，即使如此，仍成為賽事的大熱門，馬匹在最後力抗醉味險勝而回。4月4日在二級賽主席錦標視為半冷門，馬匹在中段受到步步穩阻礙，被迫在四疊轉彎。在直路一度被步步穩帶離，後來對手力弱漸漸迫近，可惜以馬頸位僅敗。
三星期後參加愛彼錶女皇盃，但是對手頗強，在直路乏力，勉強跟隨主馬群過終點。隨後再度角逐皇太后紀念盃，但衛冕失敗，僅以第九名過終點。5月31日在香港冠軍暨遮打盃找回巫斯義策騎，最終勝出賽事。

#### 2010-11年馬季
好先生第一場賽事是在澳洲考菲爾德馬場舉行的考菲爾德盃，這是何良首次帶馬出征。好先生在直路曾一度拔出來，可惜在最後階段乏力，結果只能跑第六而回，但考慮到輸得不遠後，何良決定讓牠角逐澳洲最高獎金的比賽墨爾本盃。原定騎師巫斯義選騎美利堅，改由白德民策騎。在墨爾本盃排在不錯的檔位，起步後跟在前方，還要比大熱門信可成真留得更前，在直路曾一度進佔第三位，但不久力弱，只能維持力度，守住第10名，在澳洲兩場賽事均成功拿取獎金。
何良其後選擇讓好先生角逐香港瓶，由黎海榮策騎，但馬匹全程外疊留後，只能跑尾二而回。接著角逐評分90分或以上的一月盃，只能跑第八而回。接著在董事盃中由紀仁安策騎，結果跑回一席第五。在香港金盃改配史卓棟，仍然以第五名完成。在主席錦標失望的表現後，於女皇盃只能跑第九。好先生在遮打盃的表現終於回勇，不被看好之下迫近火龍駒，可惜未有機會超越對手，只能取得亞軍。

#### 2011-12年馬季
好先生季內首戰是沙田錦標，並首次由都爾策騎，但表現令人失望，僅能以第九名過終點，其後回配巫斯義角逐馬會盃、香港瓶，表現依舊令人失望，僅以第七名、第十二名過終點。
2012年，好先生久休復出，第三度出戰愛彼錶女皇盃，首次交由潘頓策騎，但表現依舊令人失望，僅以第十一名過終點；5月27日，好先生第三度出戰香港冠軍暨遮打盃，在潘頓胯下取得第六名，在馬季結束前，第二次角逐一班賽沙田一哩錦標，重新交由黎海榮策騎，但表現令人失望，以第十三名過終點。

#### 2012-13年馬季
好先生是季首戰為馬會盃，雖然該駒在鄭雨滇胯下採取前領戰略，但去到末段力弱，最後包尾而回。12月2日，好先生首次角逐沙田泥地1650米賽事，在巫斯義胯下以第四名過終點，12月22日，好先生角逐田草二班千八米賽事，以第七名過終點，所負不遠；2013年1月20日，好先生首次改配郭能上陣，仍角逐田草二班千八米賽事，但表現令人失望，以第十三名過終點。3月13日，好先生首次角逐二班跑馬地1650米，並首次交由李寶利執韁，仍以後上跑法取得第三，是該駒首次在跑馬地賽事上名；4月17日，好先生大幅增程至跑馬地2200米，再由巫斯義策騎，再次以後上跑法取得第四名；隨後，好先生第三度出戰皇太后紀念盃，重新交由黎海榮策騎，表現令人失望，雖以第十三名過終點，但所負不遠，落後頭馬多名利四個半馬位。隨後，好先生再度於6月12日角逐沙田泥地1650米賽事，仍在巫斯義胯下以第二名過終點；7月10日，好先生首次交由莫雷拉策騎，角逐跑馬地二班1650米，僅以第六名過終點。

#### 2013-14年馬季
好先生是季首戰為9月8日（開鑼日）的二班千四米，首次交由薛寶力策騎，該駒採取跟前跑法，結果取得第三名；隨後在10月9日的跑馬地夜賽角逐二班1650米，該駒改變跑法，由跟前改為居中競跑，結果仍然取得第三名；於11月3日，轉戰沙田泥地1650米賽事，仍採用居中跑法，結果以第五名過終點，落後頭馬摩法神采兩個馬位；12月4日，好先生在巫斯義胯下角逐跑馬地二班千八米賽事，表現未如理想，以第七名衝線，12月15日，好先生再度角逐沙田泥地1650米賽事，在楊明綸胯下追回一席第三。2014年1月19日，好先生出戰第三班千四米賽事，表現仍未如理想，以第八名過終點；隨後三次出戰跑馬地1650-1800米賽事，最佳成績竟然是3月5日的三班千八米，在黎海榮胯下拼入亞軍；4月13日，好先生角逐田草二班2200米，以第八名過終點，隨後在6月11日、6月25日連續兩次角逐沙田三班泥地1650米賽事，均敗於準備就緒蹄下。
2014年9月11日，好先生正式結束在港的競賽生涯。

## 詳細賽績
| 日期       | 馬場     | 距離      | 級別 | 賽事名稱                   | 負重（磅） | 騎師     | 名次/出馬 | 時間      | 與頭馬距離 | 冠軍（亞軍）      |
| ---------- | -------- | --------- | ---- | -------------------------- | ---------- | -------- | --------- | --------- | ---------- | ----------------- |
| 22/4/2007  | 李奧柏   | 草6f      |      | 兩歲處女馬賽               | 129        | 麥當能   | 3/12      | (1:17.22) | 1.5        | Warsaw            |
| 26/8/2007  | 鄧多克   | 膠沙7f    |      | 兩歲處女馬賽               | 126        | 麥當能   | 2/14      | (1:27.96) | 2.5        | Leandros          |
| 14/9/2007  | 卻拉     | 草7f      |      | 葛菲百萬大賽               | 126        | 麥當能   | 5/19      | (1:23.32) | 5.8        | Luck Money        |
| 27/9/2007  | 鄧多克   | 膠沙7f    |      | 兩歲處女馬賽               | 126        | 麥當能   | 2/14      | (1:25.72) | 2          | Northgate         |
| 5/10/2007  | 高運園   | 草8f      |      | 兩歲處女馬賽               | 129        | 麥當能   | 1/16      | 1:43.72   | 3          | (Mon Champion)    |
| 29/10/2007 | 李奧柏   | 草7f      | G3   | 基爾胡倫錦標               | 127        | 麥當能   | 6/16      | (1:29.19) | 2          | Jupiter Pluvius   |
| 5/4/2008   | 利莫里克 | 草7f50y   |      | 三歲馬定磅賽               | 130        | 麥當能   | 1/3       | 1:41.07   | 4          | (Provinical)      |
| 13/4/2008  | 卻拉     | 草7f      | L    | 羅布朗錦標                 | 127        | 麥當能   | 1/3       | (1:38.89) | 12         | Georgebernardshaw |
| 5/5/2008   | 卻拉     | 草7f      | G3   | 深溝錦標                   | 127        | 麥當能   | 3/5       | (1:32.46) | 3.3        | Capt Cross        |
| 25/5/2008  | 卻拉     | 草10f     | G3   | Gallinule錦標              | 127        | 麥當能   | 4/9       | (2:12.05) | 5.5        | Hebridean         |
| 18/6/2008  | 李奧柏   | 草9f      | L    | 力爭時基錦標               | 122        | 麥當能   | 3/7       | (1:54.13) | 3          | Navajo Moon       |
| 8/8/2008   | 高崗     | 草8f      | L    | 白金錦標                   | 127        | 麥當能   | 2/11      | (1:39.01) | 短馬頭     | 多得福            |
| 30/8/2008  | 鄧多克   | 膠沙8f    | L    | 紅寶石錦標                 | 127        | 麥當能   | 2/11      | (1:39.01) | 短馬頭     | Mystical Lady     |
| 7/9/2008   | 李奧柏   | 草10f     | G3   | 蓋達靈錦標                 | 127        | 麥當能   | 3/7       | (2:08.60) | 1.3        | 紅莓果            |
| 26/9/2008  | 鄧多克   | 草10f150y | L    | 鑽石錦標                   | 127        | 基斯希斯 | 2/14      | (2:11.63) | 馬頸       | 無限動力          |
| 1/3/2009   | 沙田     | 草1400    |      | 第二班讓賽                 | 119        | 黎海榮   | 2/14      | 1:22.64   | 1-1/4      | 鳥語花香          |
| 7/3/2009   | 沙田     | 草1800    |      | 第一班讓賽                 | 119        | 黎海榮   | 2/14      | 1:48.25   | 4-1/4      | 閒話一句          |
| 22/3/2009  | 沙田     | 草2000    | HKG1 | 香港打吡大賽               | 126        | 冼毅力   | 3/14      | 2:03.16   | 4-1/4      | 閒話一句          |
| 13/4/2009  | 沙田     | 草1800    |      | 維多利亞賽馬會錦標（1班）  | 130        | 冼毅力   | 4/14      | 1:48.71   | 2-1/4      | 好日子            |
| 1/5/2009   | 沙田     | 草2400    | HKG3 | 皇太后紀念盃               | 119        | 黎海榮   | 1/11      | 2:27.82   | 1-1/4      | （喜威寶）        |
| 31/5/2009  | 沙田     | 草2400    | HKG1 | 香港冠軍暨遮打盃           | 126        | 黎海榮   | 4/8       | 2:28.05   | 4-1/2      | 爆冷              |
| 1/7/2009   | 沙田     | 草1600    |      | 沙田一哩錦標（1班）        | 122        | 梁家俊   | 2/14      | 1:34.92   | 頸位       | 喜聚寶            |
| 20/9/2009  | 沙田     | 草1400    |      | 廣東讓賽盃（1班）          | 126        | 梁家俊   | 2/11      | 1:21.66   | 3/4        | 確叻迅            |
| 26/10/2009 | 沙田     | 草1600    | HKG3 | 沙田錦標                   | 116        | 鄭雨滇   | 2/14      | 1:34.76   | 1/2        | 包裝大師          |
| 15/11/2009 | 沙田     | 草2000    | HKG2 | 香港盃預賽                 | 123        | 黎海榮   | 3/14      | 2:04.19   | 2          | 閒話一句          |
| 13/12/2009 | 沙田     | 草2000    | G1   | 香港盃                     | 126        | 戴圖理   | 8/10      | 2:02.91   | 6-1/2      | 萬千景象          |
| 7/2/2010   | 沙田     | 草1800    | HKG3 | 百週年紀念銀瓶             | 122        | 黎海榮   | 2/13      | 1:49.59   | 短馬頭     | 好日子            |
| 28/2/2010  | 沙田     | 草2000    | HKG1 | 香港金盃                   | 126        | 巫斯義   | 3/11      | 2:01.91   | 2          | 閒話一句          |
| 21/3/2010  | 沙田     | 草1800    | HKG3 | 精英碟                     | 126        | 蘇狄雄   | 1/8       | 2:01.91   | 頸位       | （醉味）          |
| 4/4/2010   | 沙田     | 草1600    | HKG2 | 主席錦標                   | 123        | 黎海榮   | 2/11      | 1:34.64   | 頸位       | 步步穩            |
| 25/4/2010  | 沙田     | 草2000    | G1   | 愛彼錶女皇盃               | 126        | 黎海榮   | 8/9       | 2:05.40   | 2-3/4      | 爆冷              |
| 8/5/2010   | 沙田     | 草2400    | HKG3 | 皇太后紀念盃               | 128        | 梁家俊   | 9/11      | 2:29.30   | 7-3/4      | 家家興旺          |
| 30/5/2010  | 沙田     | 草2400    | HKG1 | 香港冠軍暨遮打盃           | 126        | 巫斯義   | 1/7       | 2:38.49   | 1-1/4      | （威利旺旺）      |
| 16/10/2010 | 考菲爾德 | 草2400    | G1   | 考菲爾德盃                 | 55公斤     | 巫斯義   | 6/18      | (2:35.69) | 4.2        | 勇者無畏          |
| 2/11/2010  | 費明頓   | 草3200    | G1   | 墨爾本盃                   | 55公斤     | 白德民   | 10/23     | (3:26.87) | 12.3       | 美利堅            |
| 12/12/2010 | 沙田     | 草2400    | G1   | 香港瓶                     | 126        | 黎海榮   | 13/14     | 2:30.65   | 18-1/2     | 技藝精湛          |
| 19/1/2011  | 跑馬地   | 草1800    |      | 一月盃（1班）              | 133        | 巫斯義   | 8/10      | 1:49.94   | 4-1/4      | 衝鋒槍            |
| 30/1/2011  | 沙田     | 草1600    | HKG1 | 董事盃                     | 126        | 紀仁安   | 5/12      | 1:35.23   | 2          | 締造美麗          |
| 27/2/2011  | 沙田     | 草2000    | HKG1 | 香港金盃                   | 126        | 史卓棟   | 5/12      | 2:01.96   | 2          | 加州萬里          |
| 3/4/2011   | 沙田     | 草1600    | HKG2 | 主席錦標                   | 128        | 黎海榮   | 10/12     | 1:35.58   | 6-3/4      | 勁飛寶            |
| 1/5/2011   | 沙田     | 草2000    | G1   | 愛後錶女皇盃               | 126        | 巫斯義   | 9/14      | 2:02.93   | 4-1/4      | 雄心威龍          |
| 29/5/2011  | 沙田     | 草2400    | HKG1 | 香港冠軍暨遮打盃           | 126        | 巫斯義   | 2/8       | 2:28.36   | 短馬頭     | 火龍駒            |
| 30/10/2011 | 沙田     | 草1600    | HKG3 | 沙田錦標                   | 127        | 都爾     | 9/14      | 1:35.37   | 3-3/4      | 加州萬里          |
| 20/11/2011 | 沙田     | 草2000    | G2   | 馬會盃                     | 123        | 巫斯義   | 7/12      | 2:02.41   | 5          | 自由好            |
| 11/12/2011 | 沙田     | 草2400    | G1   | 香港瓶                     | 126        | 巫斯義   | 12/13     | 2:29.52   | 12-3/4     | 多利得            |
| 29/4/2012  | 沙田     | 草2000    | G1   | 愛彼錶女皇盃               | 126        | 潘頓     | 11/13     | 2:03.66   | 8          | 統治地位          |
| 27/5/2012  | 沙田     | 草2400    | HKG1 | 香港冠軍暨遮打盃           | 126        | 潘頓     | 6/6       | 2:33.19   | 14-3/4     | 智多飛            |
| 15/7/2012  | 沙田     | 草1600    |      | 沙田一哩錦標（1班）        | 131        | 黎海榮   | 13/14     | 1:36.83   | 10-3/4     | 花月春風          |
| 18/11/2012 | 沙田     | 草2000    | G2   | 馬會盃                     | 123        | 鄭雨滇   | 12/12     | 2:03.25   | 10-3/4     | 加州萬里          |
| 2/12/2012  | 沙田     | 泥1650    |      | 半島金禧挑戰盃（2班）      | 130        | 巫斯義   | 4/14      | 1:40.11   | 7-3/4      | 傲男              |
| 22/12/2012 | 沙田     | 草1800    |      | 第二班讓賽                 | 131        | 巫斯義   | 7/14      | 1:51.04   | 1-3/4      | 同個世界          |
| 20/1/2013  | 沙田     | 草1800    |      | 第二班讓賽                 | 129        | 郭能     | 13/14     | 1:50.14   | 11-3/4     | 得男              |
| 13/3/2013  | 跑馬地   | 草1650    |      | 第二班讓賽                 | 126        | 李寶利   | 3/12      | 1:40.19   | 1          | 開心至愛          |
| 17/4/2013  | 跑馬地   | 草2200    |      | 香港欖球總會盃(第二班讓賽) | 131        | 李寶利   | 4/9       | 2:18.96   | 1          | 威利加數          |
| 5/5/2013   | 沙田     | 草2400    | HKG3 | 皇太后紀念盃               | 113        | 黎海榮   | 13/14     | 2:30.69   | 4-1/2      | 多名利            |
| 12/6/2013  | 沙田     | 泥1650    |      | 第二班讓賽                 | 127        | 巫斯義   | 2/13      | 1:39.19   | 3/4        | 旗幟鮮明          |
| 10/7/2013  | 跑馬地   | 草1650    |      | 第二班讓賽                 | 127        | 莫雷拉   | 6/12      | 1:40.80   | 2-3/4      | 同個世界          |

## 外部連結
- 香港賽馬會（页面存档备份，存于）
- 血統表（页面存档备份，存于）